# Necula Răducanu
Rică Necula Răducanu (Vlădeni, 10 maggio 1946) è un ex calciatore rumeno, di ruolo portiere.

## Carriera

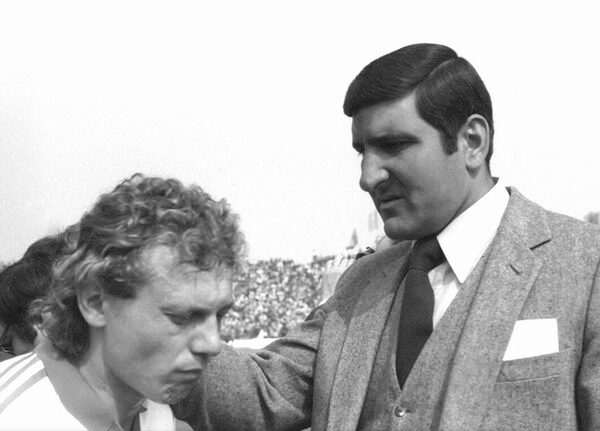
Balaci (a sinistra) e Răducanu nel 1983

### Club
Răducanu ha iniziato la sua carriera nel Rapid Bucarest, con il quale ha vinto un Campionato, nel 1967, due Coppe di Romania, nel 1972 e nel 1975 e due Coppa dei Balcani per club, nelle stagioni 1963-1964 e 1964-1965. Dopo 10 anni passati con il Rapid Bucarest militò in varie squadre come Sportul Studențesc, Steaua Bucarest, con il quale ha vinto una Coppa di Romania nel 1979, Reșița, Baia Mare, Rocar Bucarest e Progresul Bucarest.

### Nazionale
Ha preso parte, insieme alla Nazionale di calcio della Romania, al campionato del mondo 1970.
Răducanu, nella nazionale di calcio della Romania, ha totalizzato 61 presenze.

## Palmarès

### Club

#### Competizioni nazionali
- Campionato rumeno: 1

Rapid Bucarest: 1966-1967
- Coppa di Romania: 3

Rapid Bucarest: 1971-1972, 1974-1975
Steaua Bucarest: 1978-1979
- Campionato di Divizia B: 1

Rapid Bucarest: 1974-1975